# Pangrapta decoralis
Pangrapta decoralis är en fjärilsart som beskrevs av Jacob Hübner 1818.
Pangrapta decoralis ingår i släktet Pangrapta och familjen nattflyn.

## Bilder

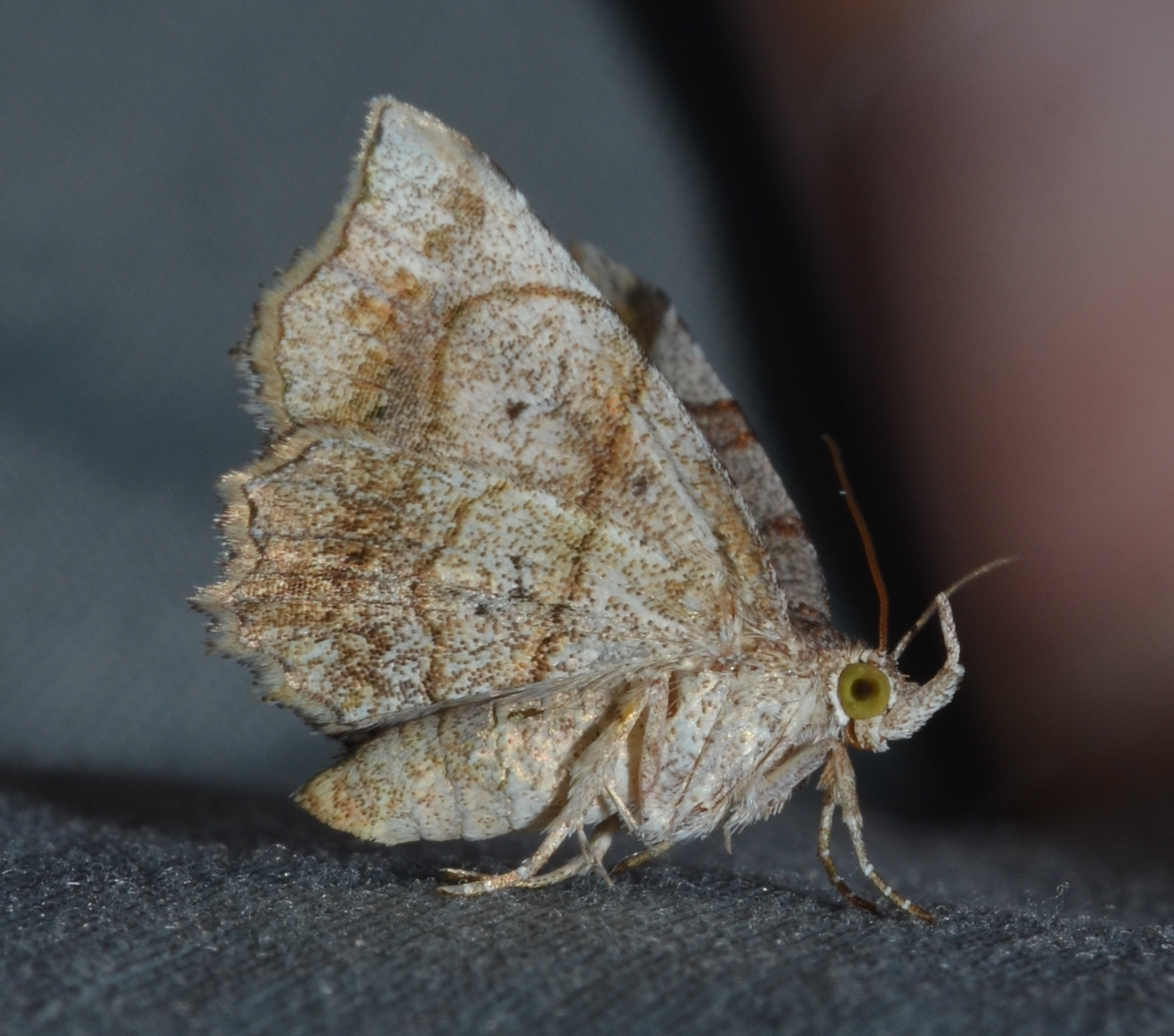
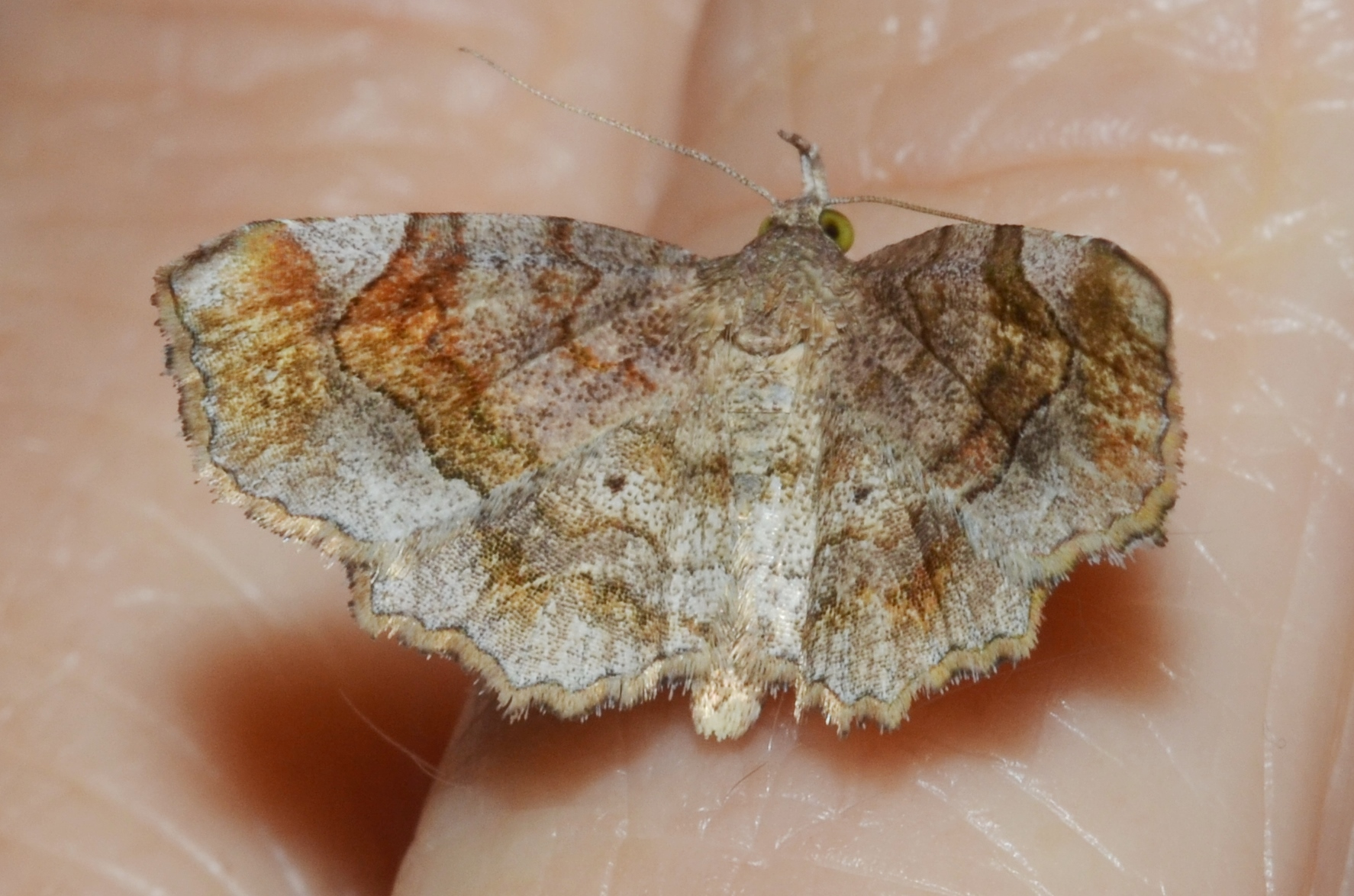
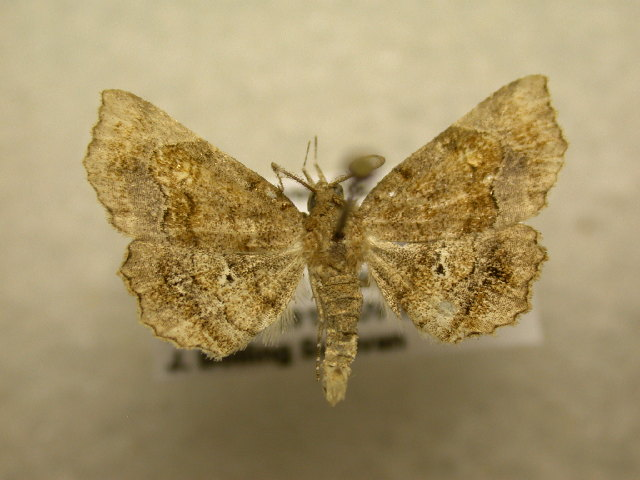